# Otto Stuppacher
Otto Stuppacher, avstrijski dirkač formule 1, *3. marec 1947, Dunaj, Avstrija, †13. avgust 2001, Dunaj, Avstrija. 
Otto Stuppacher je pokojni avstrijski dirkač Formule 1. V svoji karieri je nastopil na štirih Velikih nagradah, vse v sezoni 1976, toda dvakrat se mu ni uspelo kvalificirati na samo dirko, dvakrat pa ni štartal zaradi težav z dirkalnikom. Umrl je leta 2001. 

## Popolni rezultati Formule 1
(legenda) (odebeljene dirke pomenijo najboljši štartni položaj, poševne pa najhitrejši krog, †-uvrščen kljub odstopu)
| Leto | Moštvo           | Šasija      | Motor       | 1   | 2   | 3    | 4   | 5   | 6   | 7   | 8   | 9  | 10  | 11      | 12  | 13      | 14      | 15      | 16  | Prv | Toč |
| ---- | ---------------- | ----------- | ----------- | --- | --- | ---- | --- | --- | --- | --- | --- | -- | --- | ------- | --- | ------- | ------- | ------- | --- | --- | --- |
| 1976 | ÖASC Racing Team | Tyrrell 007 | Cosworth V8 | BRA | JAR | ZZDA | ŠPA | BEL | MON | ŠVE | FRA | VB | NEM | AVT DNP | NIZ | ITA DNS | KAN DNQ | ZDA DNQ | JAP | -   | 0   |